# Tijani Belaid
Tijani Belaid uváděný i jako Tijani Belaïd (* 6. září 1987, Paříž) je tuniský fotbalový záložník narozený ve Francii, momentálně působí v bahrajnském týmu Al-Muharraq. Belaid hraje zpravidla na kraji zálohy, umí obstojně zahrávat také standardní situace.

## Klubová kariéra
Nejslavnější branku v dresu Slavie Praha vsítil do sítě Steauy Bukurešť v historicky prvním utkání hlavní fáze Ligy mistrů UEFA.[kdy?]
Dne 1. ledna 2008 byl účastníkem tragické autonehody, při níž zahynuli dva lidé. Sám Belaid coby řidič byl lehce zraněn. Následné vyšetřování ukázalo, že Belaid nebyl viníkem nehody a vyloučilo i požití alkoholu před jízdou.[zdroj?] Po návratu do ČR se zapojil do přípravy Slavie, přišel však o účast na Africkém poháru národů v dresu Tuniska.
V sezoně 2007/08 získal se Slavií mistrovský titul a ta na něj po sezoně uplatnila opci a z Interu ho vykoupila a zajistila si jeho služby do léta 2012. Následující sezonu přišel se Slavií další mistrovský titul.
Po skončení podzimní části ročníku 2009/10 oznámil Karel Jarolím (trenér SK Slavia), že s ním nadále nepočítá. O jeho angažování tak uvažovala Mladá Boleslav, konkrétně o půlročním hostování s opcí. Belaid tak s týmem odcestoval na soustředění do Turecka, kde ovšem svými výkony nepřesvědčil a Boleslav od svého záměru ustoupila.
Na jaře 2010 se připravoval individuálně mimo kádr Slavie, nakonec se ukázalo, že Belaid má problémy se štítnou žlázou, která přispěla k poklesu jeho formy. V létě 2010 se nakonec vrátil do A-týmu Slavie. Na jaře 2022 se po dlouhých letech vrátil do Česka, když podepsal smlouvu s druholigovým týmem FC Vysočina Jihlava.

## Reprezentační kariéra
V A-týmu Tuniska debutoval v roce 2006.